# Monestir de Snagov
El monestir de Snagov (en romanès⁣: Mănăstirea Snagov), també conegut com el monestir de Vlad Țepeș (en romanès⁣: Mănăstirea Vlad Țepeș) és un monestir medieval i important monument històric situat al sud de Romania al comtat d'⁣Ilfov, en una illa al nord del llac Snagov, pertanyent a la comuna de Snagov, i proper al poble de Siliștea Snagovului, a la comuna de Gruiu.
Antic centre d'espiritualitat i cultura ortodoxes, s'aixeca sobre els fonaments d'un antic assentament traci.
El monestir és probablement una de les fundacions tardanes de Mircea el Vell, documentada per primera vegada l'any 1408. Ha estat reconstruït diverses vegades per altres governants, entre els quals podem esmentar Vlad Țepeș, Mircea Ciobanul, i Neagoe Basarab.
Actualment, només es conserven l'església, el campanar i una font. Els altres edificis de l'illa són de construcció recent o ruïnes antigues.

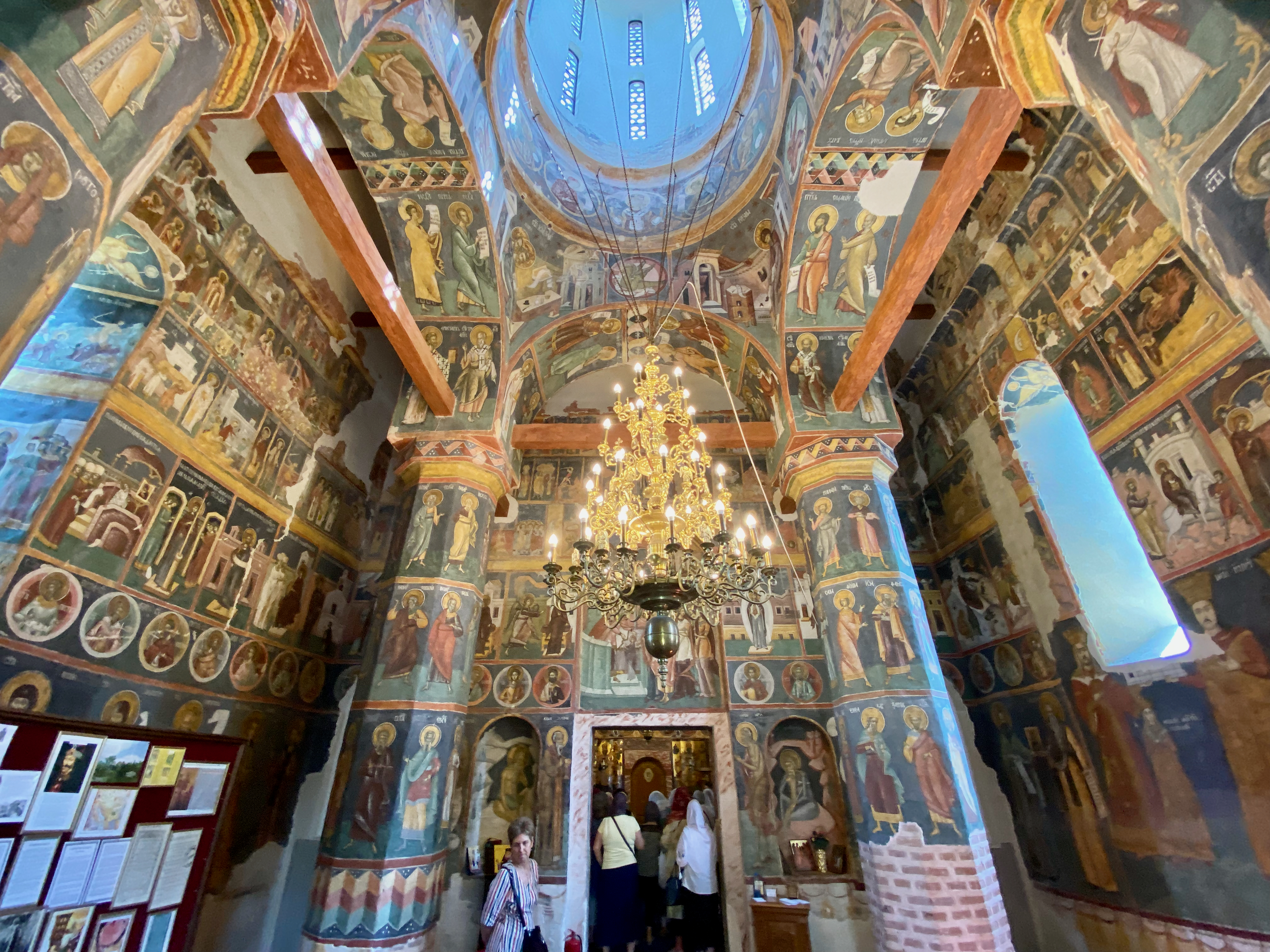
Interior

L'església té dos sants patrons, sant Voivode Neagoe Basarab, fundador de l'església actual, i sant Anthim l'Iber, abat del monestir. Els seus dies festius són el 26 i 27 de setembre, respectivament. L'església també celebra la Presentació de Maria el 21 de novembre.
L'illa va ser cedida gratuïtament al Patriarcat Romanès per la comuna de Snagov i actualment és administrada per l'⁣arxidiòcesi de Bucarest.

## Història

### Història general

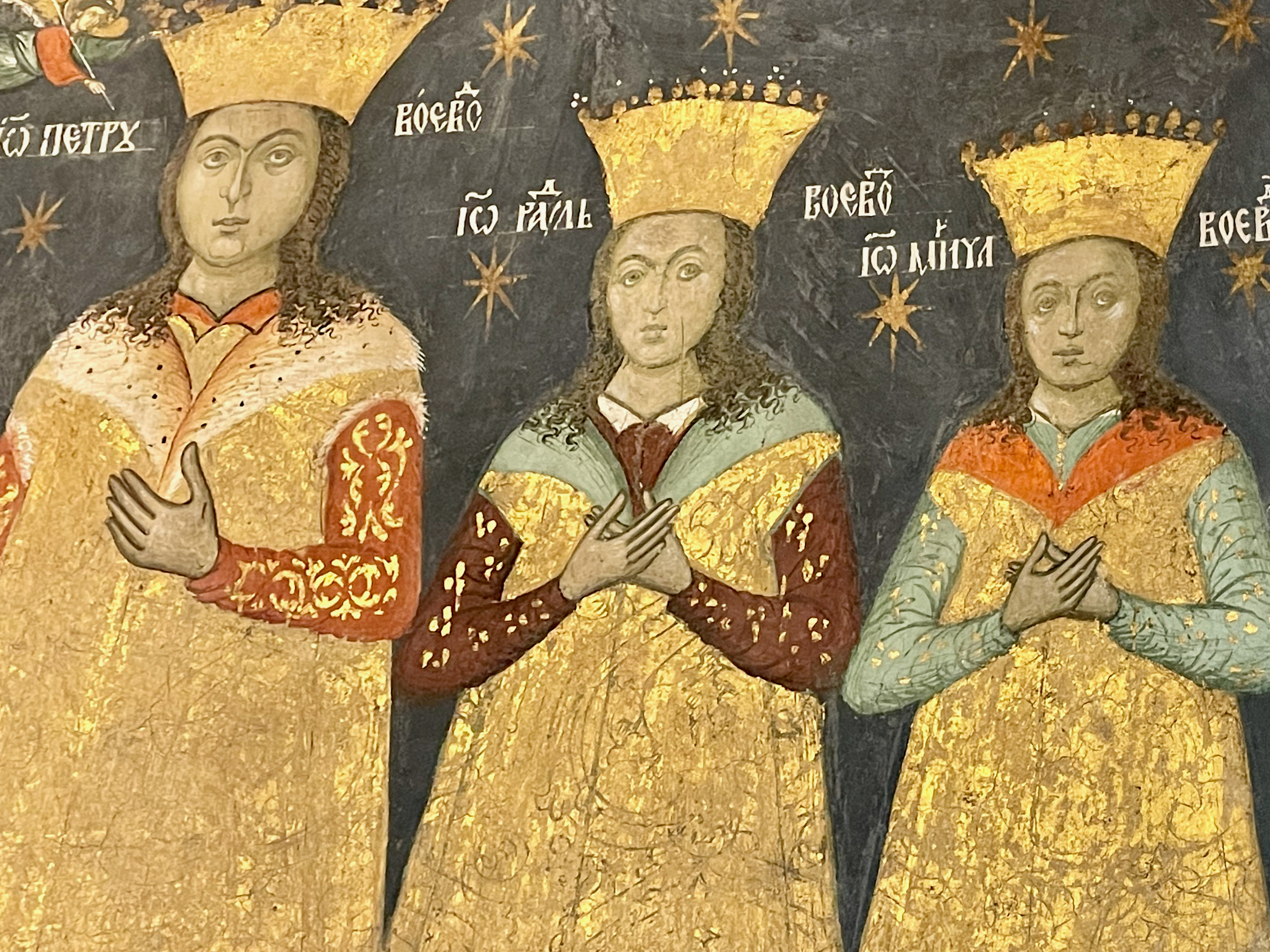
Pintures

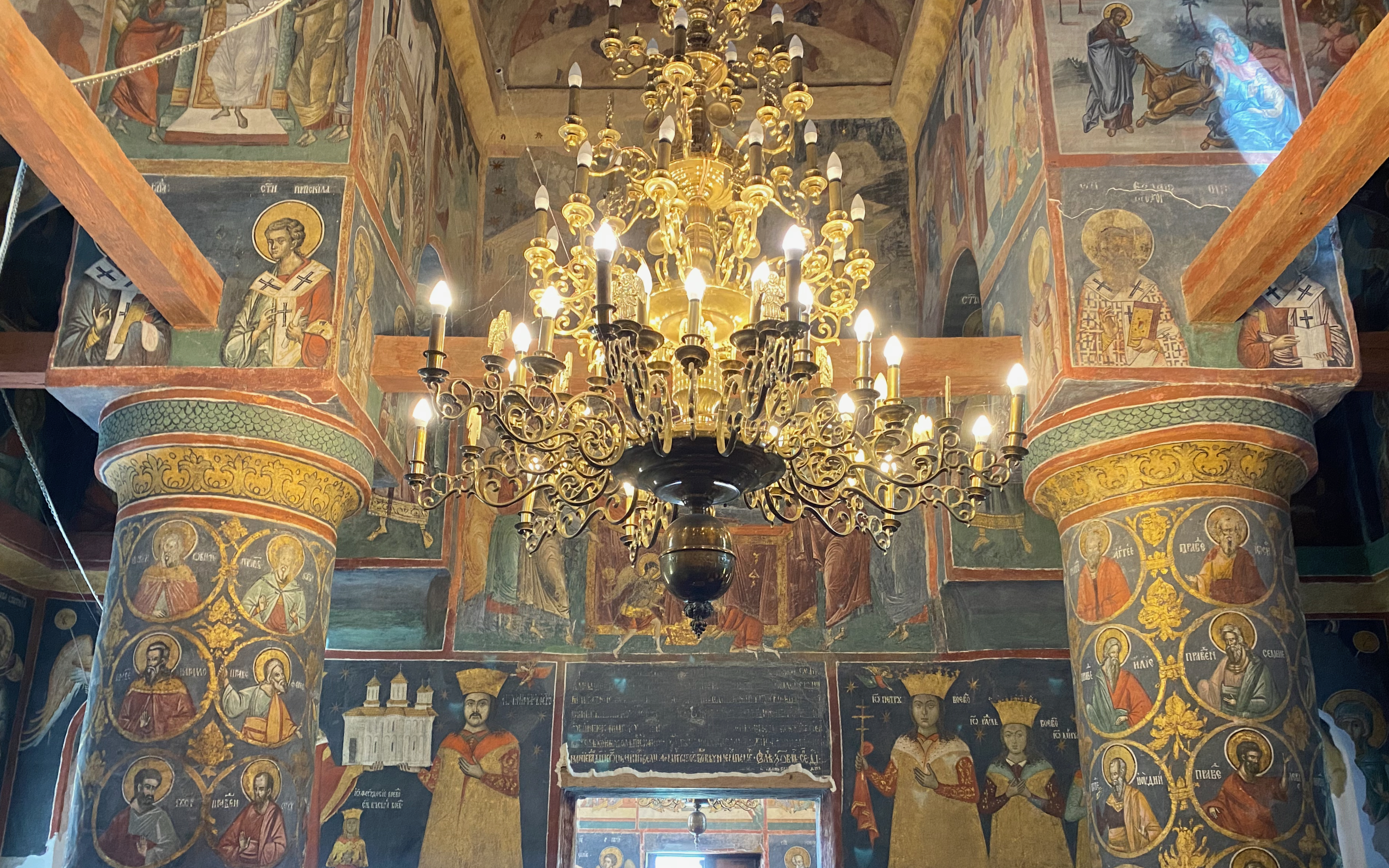
Interior

El primer testimoni documental escrit que esmenta aquest monestir data de la segona meitat del segle XIV, durant els regnats de Dan I (1383-1386) i Mircea el Vell (1386-1418). L'any 1453, Vladislav II va construir una capella dedicada a l'⁣Anunciació, però les llegendes locals diuen que es va enfonsar al llac Snagov cap a l'any 1600. Les portes imperials d'aquesta primera capella van ser descobertes a la vora del llac més llunyà, i avui es conserven al Museu Nacional d'Art de Romania.
Al voltant de l'any 1456 es va construir una presó a l'illa, juntament amb murs de defensa i un pont que unia l'illa amb el continent, per ordres de Vlad III. Va funcionar fins al voltant de 1856, sent utilitzat pels voivodes valacs per empresonar traïdors i lladres. Hi ha túnels sota l'illa, aparentment també fets durant el regnat de Vlad III, que condueixen al continent.
A la nau, davant de les portes reials, hi ha la llosa funerària del voivoda Vlad l'Empalador, que va ser assassinat el 1476, als boscos propers a Ciolpani.

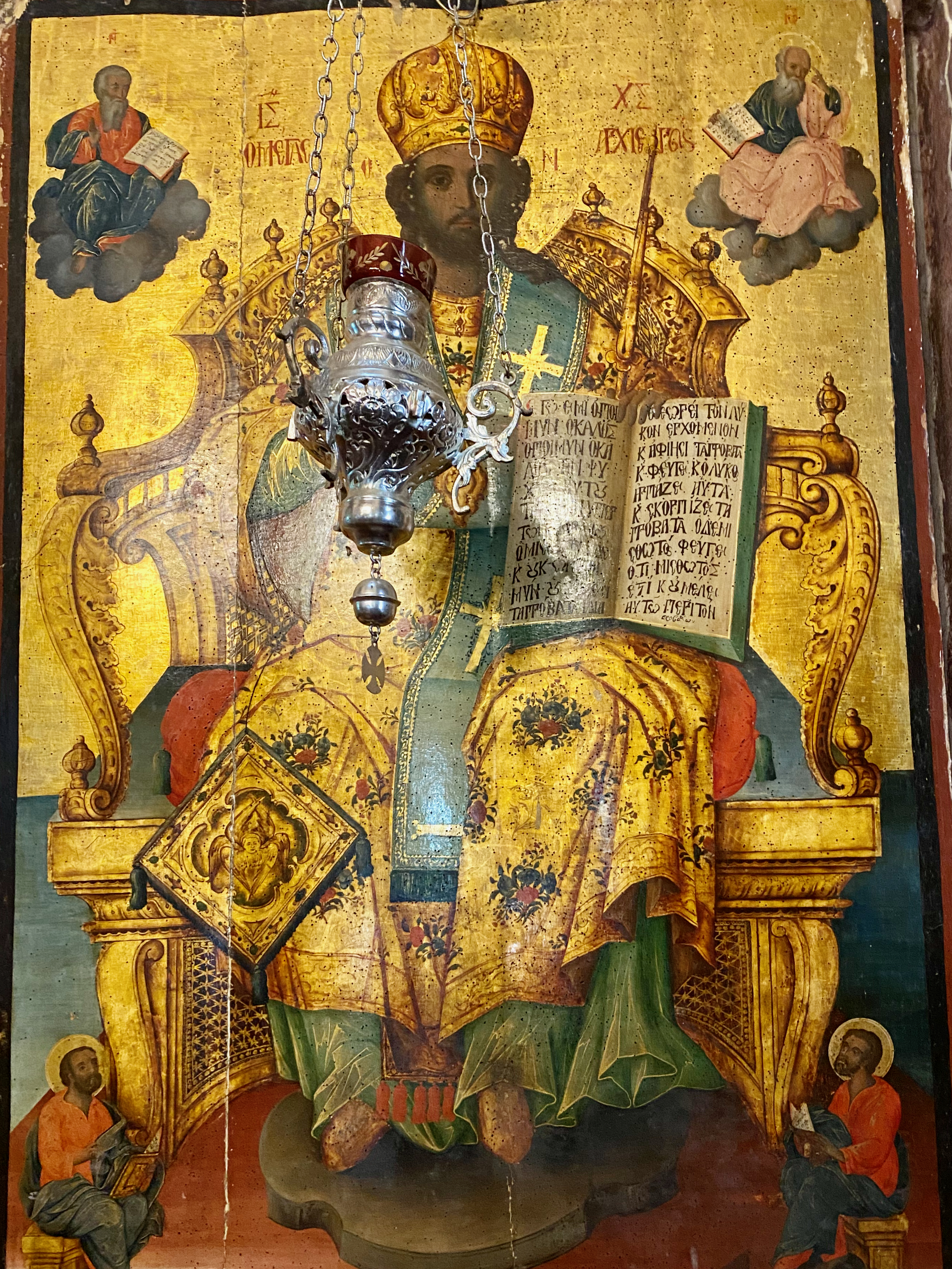
Interior

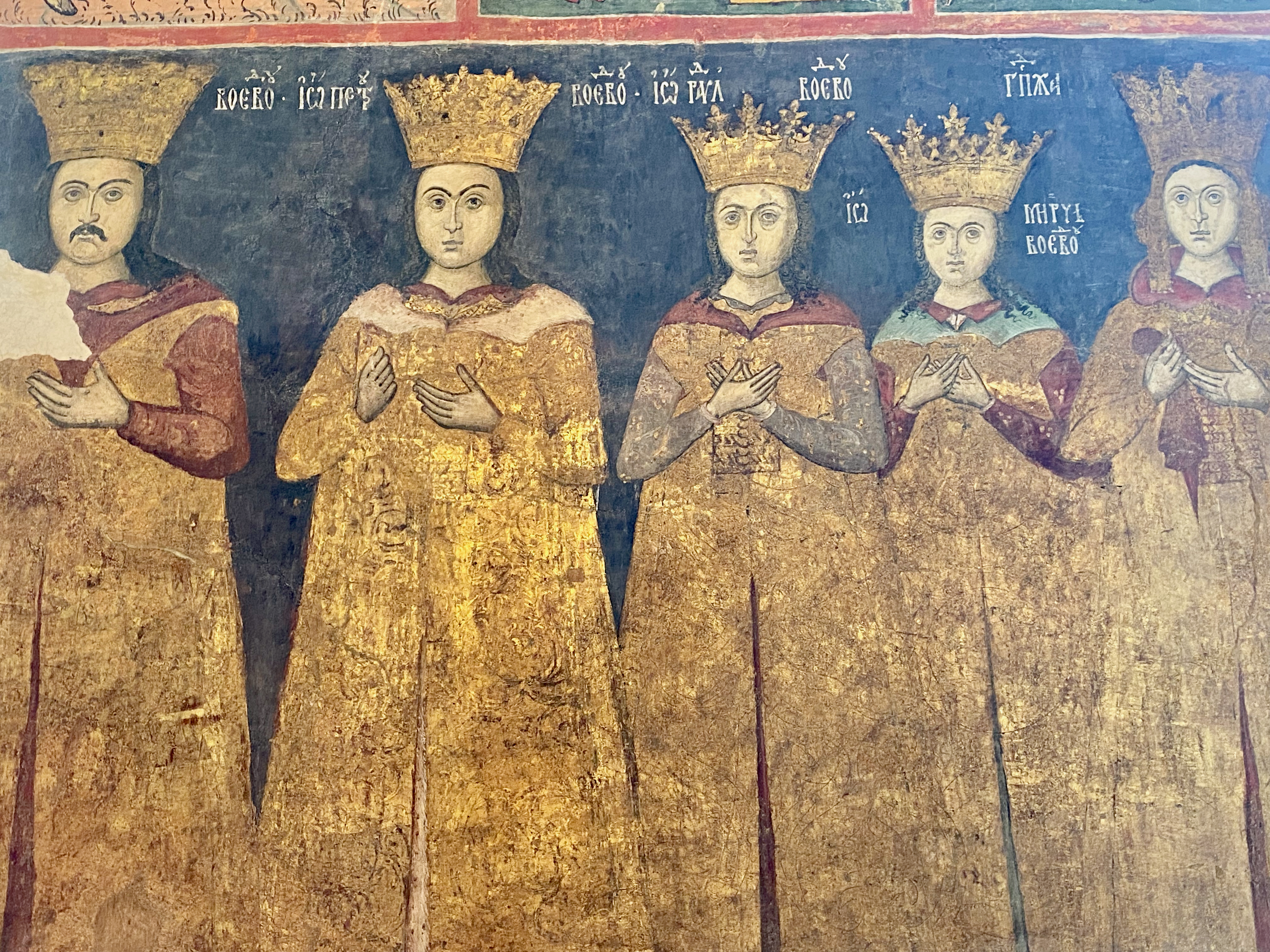
Pintures

L'església actual de l'illa va ser construïda per Neagoe Basarab l'any 1521, després que l'edifici original de segles enrere fos destruït després d'un terratrèmol.
L'església va veure importants reformes durant el regnat de Mircea Ciobanu, a mitjan segle XVI. Dobromir el Jove va pintar les parets el 1563 durant el regnat de Petru Șchiopul. Aquesta pintura original es conserva actualment només al nàrtex. A la nau i l'altar, la pintura actual va ser realitzada el 1815 per Gheorghe Zugravul. L'església va ser utilitzada com a necròpolis reial, i les làpides d'alguns governadors que van ser decapitats per traïció o forçats a convertir-se en monjos pel mateix motiu es conserven a l'illa. Persones com Dragomir Postelnicul, Stoica Ludescu, Pârvu Vornicul, Ioan Clugarul i el metropolità Serafim.
El monestir es va consolidar com un centre panortodox gràcies al suport de Matei Basarab, que va construir una impremta el 1643, durant l'època de Constantin Brâncoveanu. De 1694 a 1705, l'abat del monestir va ser Anthim l'Iber, que més tard esdevindria metropolità de Valàquia. Aquí, va imprimir llibres de l'església en romanès, grec, àrab, eslau eclesiàstic antic i georgià, fet que va portar la fama dels artesans de Snagov fins a Grècia, Àsia Menor i Egipte.
Hi va haver un convent de monges a l'illa fins al 1810, quan el metropolità Filitis el va abolir, traslladant les monges al monestir de Țigănești.
Després d'investigacions arqueològiques l'any 1933, es va descobrir que aquí hi va haver un primer assentament monàstic al segle XI, que finalment es va cremar perquè estava construït amb fusta.
L'església va ser danyada pels terratrèmols de 1977 i 1986, i finalment va ser reparada entre 1998 i 2000.